# Gradzanowo Zbęskie-Kolonia
Gradzanowo Zbęskie-Kolonia – wieś sołecka w Polsce położona w województwie mazowieckim, w powiecie mławskim, w gminie Radzanów.
W latach 1975–1998 miejscowość administracyjnie należała do województwa ciechanowskiego.